# Галь, Ганс
Ганс Галь (нем. Hans Gál; 5 августа 1890, Брун-ам-Гебирге — 3 октября 1987, Эдинбург) — австрийский композитор и музыковед.

## Биография
Родился 5 августа 1890 года в Брун-ам-Гебирге, где его отец Йозеф Галь служил врачом. В 1911 году окончил Венскую консерваторию, ученик Рихарда Роберта (фортепиано) и Ойзебиуса Мандычевского (гармония и анализ), затем изучал музыковедение в Венском университете у Гвидо Адлера и защитил в 1913 году диссертацию о стиле молодого Бетховена, которую Адлер счёл заслуживающей публикации в редактируемой им книжной серии.
В годы Первой мировой войны служил в австрийской армии. С 1919 года преподавал гармонию и контрапункт в Новой Венской консерватории. В 1929 году возглавил Майнцскую консерваторию, но в 1933 году, с приходом к власти нацистов из-за еврейского происхождения был остранён от работы и вынужден был вернуться в Вену, а после аншлюса покинул и Австрию, эмигрировав в Великобританию, где с началом Второй мировой войны был интернирован. В 1945—1965 годах — профессор Эдинбургской консерватории в которой преподавал полифонию и композицию, а также руководил струнным оркестром. После выхода на пенсию посвятил себя музыковедению, написав книги о Брамсе, Вагнере, Верди и Шуберте (русское издание под названием «Брамс. Вагнер. Верди. Три мастера — три мира», 1986).
Галь интенсивно сочинял уже в начале 1910-х годах, однако большинство своих ранних работ уничтожил. За свою первую симфонию он даже был удостоен премии в 1915 году, однако отказался от возможности её опубликовать или исполнить. Известность пришла к Галю-композитору в 1920-е годы благодаря его операм: «Лекарь Зобейды» (нем. Der Arzt der Sobeide; 1918), «Священная утка» (нем. Die heilige Ente; 1920) и «Ночная песнь» (нем. Das Lied der Nacht; 1924). Ему принадлежат также 4 симфонии, концерты для фортепиано, скрипки, виолончели с оркестром, струнные квартеты (первый из которых, датированный 1916 годом, был особо отмечен критикой), другая камерная музыка.
Произведения Галя записывали пианист Мартин Джонс, скрипач Томас Альбертус Ирнбергер, виолончелист Антонио Менезес, оркестр «Северная симфония» с дирижёрами Томасом Цетмайром и Кеннетом Вудсом и ряд других исполнителей.